# José Pablo García Castany
José Pablo García Castany (Gerona, 30 de agosto de 1948-Gerona, 16 de junio de 2022) fue un futbolista español que se desempeñaba como centrocampista. Jugador del Fútbol Club Barcelona (con el que ganó una Copa de España) y Real Zaragoza, debutó el 26 de octubre de 1969 frente al Sevilla F. C..

## Carrera deportiva
Se inició con La Salle Girona y después de proclamarse campeón de España con la selección juvenil catalana (1965) fichó por el FC Barcelona. Interior derecho, después de jugar con el juvenil azulgrana y con el Condal (1966-67) fue cedido al Osasuna (1967-68) y el Calvo Sotelo (1968-69). La temporada 1969-70 ingresó en el primer equipo del Barça, donde permaneció hasta la edición 1970-71. Disputó 63 partidos, marcó nueve goles y fue campeón de Copa (1971). 
Luego destacó en el Real Zaragoza (1971-78), con el que fue subcampeón de liga en la temporada 1974/75. En el recordado 6-1 al Real Madrid de esa temporada, marcó un hat trick. Fue galardonado por Mundo Deportivo como mejor jugador de la Liga 1974-75. Una grave lesión truncó su trayectoria en el Real Zaragoza y la campaña 1980-81 reapareció con el Girona. Acabó jugando en el Banyoles (1981-84). 
Actuó una vez con la selección olímpica española y también fue internacional juvenil. Como entrenador dirigió, entre otros equipos, al Girona.
En la temporada 1996-97 fue entrenador del equipo de tercera división Girona Futbol Club junto a Benet Masferrer y Joan Riera.

## Clubes
| Club               | País   | Año       |
| ------------------ | ------ | --------- |
| C. D. Condal       | España | 1966-1968 |
| F. C. Barcelona    | España | 1968      |
| Calvo Sotelo C. F. | España | 1969      |
| F. C. Barcelona    | España | 1969-1971 |
| Real Zaragoza      | España | 1971-1978 |

## Palmarés
| Título         | Club                  | Año  |
| -------------- | --------------------- | ---- |
| Copa de España | Fútbol Club Barcelona | 1971 |

## Vida privada
Cónyuge de Immaculada Cabeceran i Soler, una de las pioneras del fútbol femenino en Cataluña.